# Chansons à la carte

Chansons à la carte était une émission de télévision musicale consacrée à la chanson et à la musique diffusée en différé le mercredi soir puis le dimanche soir sur la RTB puis sur RTBF1 du 15 octobre 1972 jusqu'au printemps 1983.
Proposée par Henri Segers et produite par Nicolas Résimont l'émission fut présentée à l'origine par André Torrent jusqu'à son départ pour une chaîne concurrente.  Lui succéda, en 1976, l'animateur Patrick Duhamel puis par Annie Cordy, par Julie-Martine où son prénom figura au générique pour 4 numéros qui, à la suite d'« un différend » avec Henri Segers, fut remplacée par Annie Cordy avant que ne revienne Patrick Duhamel sur le devant de la scène en 1980.  La saison 1981-1982 fut présentée par l'animateur Ricky Fox.  Ce dernier présenta « Le Spécial 10 ans » enregistré à Forest National et diffusé en différé le dimanche 21 mars 1982 où les anciennes et actuelles gloires du petit écran furent représentées.  La dernière saison, l'émission fut diffusée en différé le mardi soir avec à la présentation  l'ancienne speakerine, Bérengère Pascal.  Malgré la « modernisation » des installations techniques, jeux de lumières et « décor à la page », l'émission s'arrêta, du fait qu'elle était arrivée en « bout de souffle » ainsi que la disparition prématurée d'Henri Segers en 1983.
Succéda à « Chansons à la Carte » une émission de variétés intitulée « Supercool », diffusée le dimanche soir pendant la saison 1983-1984 animée par le chanteur Plastic Bertrand dont ce n'était pas la première tentative comme animateur télé ; il y eut auparavant « Le Tic-Tac Show » en 1979-1980, émission mensuelle coprésentée avec Michel Lemaire.  

## Principe de l'émission
L'émission avait pour particularité de faire une séquence musicale au cours de l'émission sur plusieurs accordéonistes belges comme Jean Saint-Paul, Hector Delfosse, Oscar Denayer, Jo Destrée, Fernand Montreuil et Willy Staquet. L'émission fut ponctuée d'interventions d'humoristes (le duo Edouard Caillau / Sim), sans oublier la marionnette Nestor le pingouin.